# 艾因特霍芬山
64°14′S 62°9′W / 64.233°S 62.150°W
艾因特霍芬山是南極洲的山峰，位於帕默群島的布拉班特島東部，處於米歇爾角，根據英國公司拍據的照片被繪入地圖，並以心電圖發明家命名。